# Tahith Chong
Tahith Jose Chong (* 4. prosince 1999 Willemstad) je nizozemský profesionální fotbalista, který hraje na pozici křídelníka za anglický klub Luton Town FC.

## Klubová kariéra
Chong se připojil k akademii Manchesteru United ve věku 16 let, a to po sedmi letech strávených v nizozemském Feyenoordu. Svůj profesionální debut si odbyl v roce 2019 v zápase FA Cupu zápas proti Readingu.
V srpnu 2020 se připojil k německému Werder Brémy na sezónní hostování, které však bylo v lednu 2021 předčasně ukončeno a Chong odešel na půlroční hostování do Club Brugge. Sezonu 2021/22 strávil na hostování v Birminghamu City, kam v září 2022 přestoupil na trvalo, když podepsal čtyřletý kontrakt. V červenci 2023 přestoupil do Luton Townu, který právě poprvé ve své historii postoupil do Premier League.

## Reprezentační kariéra
Chong má na svém kontě více než 40 utkání v nizozemských mládežnických reprezentacích. Na seniorské úrovni dres nizozemské reprezentace neoblékl, a tak má stále možnost reprezentovat i Curaçao.

## Ocenění

### Klubová

#### Club Brugge
- Jupiler Pro League: 2020/21[10]

### Individuální
- Nejlepší jedenáctka Mistrovství Evropy do 17 let: 2016[11]
- Nejlepší hráč akademie Manchesteru United: 2017/18[12], 2018/19[13]